# Kunisaki

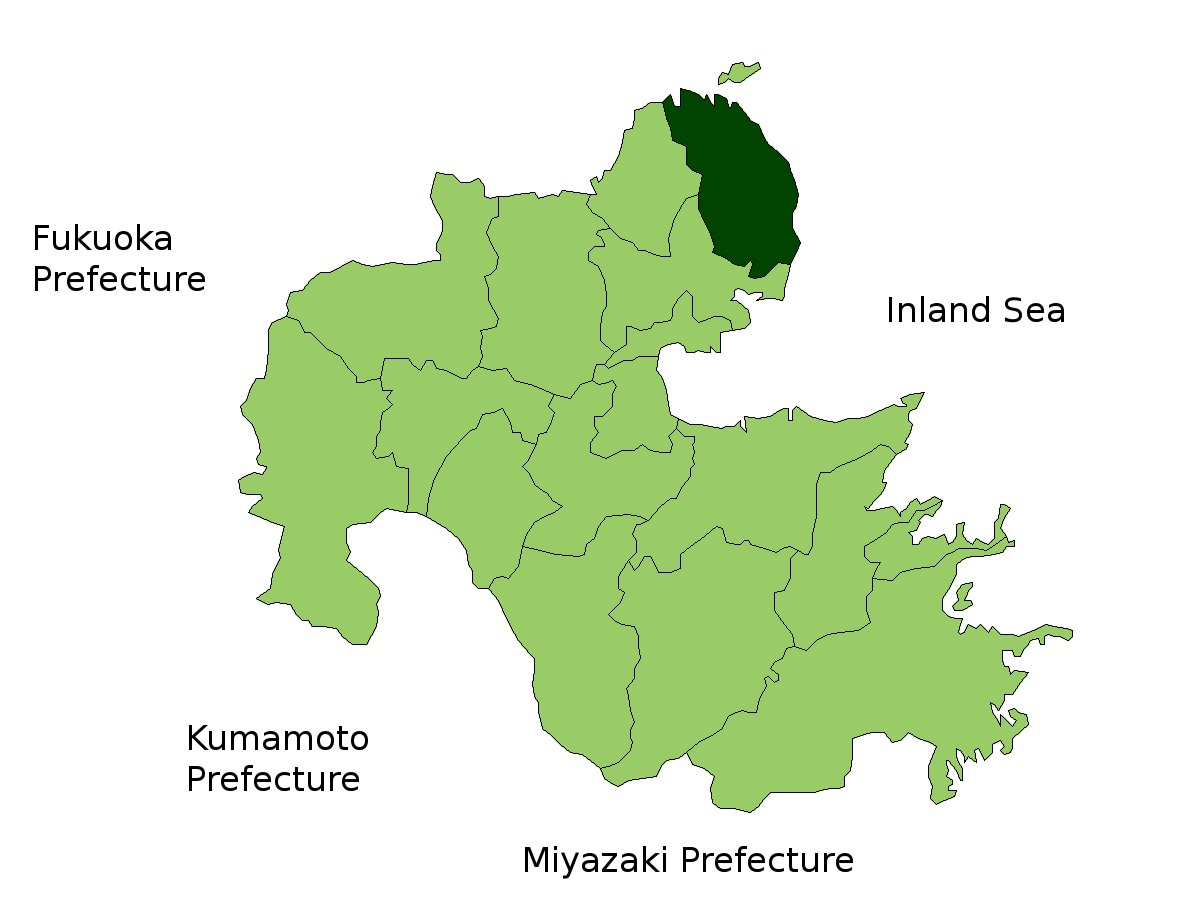

Kunisaki (国東市 Kunisaki-shi?) este un municipiu din Japonia, prefectura Ōita.